# José Antonio Páez
José Antonio Páez (Curpa, 13 giugno 1790 – New York, 6 maggio 1873) è stato un politico venezuelano.
È stato Presidente del Venezuela dal 13 gennaio 1830 al 20 gennaio 1835, dal 1º febbraio 1839 al 26 gennaio 1843 e dal 29 agosto 1861 al 15 giugno 1863.
Nel 1830 dichiarò l'indipendenza del Venezuela dalla Grande Colombia.